# Parque Nacional Takamanda
O Parque Nacional Takamanda é uma área protegida nos Camarões, criada em 2008 para ajudar a proteger o gorila do rio Cross, que se encontra em perigo de extinção.
Uma área protegida mais antiga, a Reserva Florestal Takamanda, foi estabelecida em 1934 e cobria uma área de 675,99 km 2.